# 宮﨑薫 From Here
『宮﨑薫 From Here』（みやざきかおる フロムヒア）はRKB毎日放送（RKBラジオ）で放送されていた音楽番組である。

## 番組概要
- シンガーソングライターとして活躍する宮﨑が、自身の楽曲や尊敬するミュージシャンの楽曲を通じて、若い世代にエールを送る番組。

## 放送時間
- 日曜日[1]　4:40-5:00（JST。2017年10月8日 - 2021年9月26日）

## パーソナリティ
- 宮﨑薫

## 主題歌
- オープニングテーマ
  - 宮﨑薫『陽は昇る』（2017年10月8日 - 2019年12月29日）
  - 宮﨑薫『The Light』（2020年1月5日 - 2021年9月26日）
- エンディングテーマ
  - 宮﨑薫『愛する人』（2017年10月8日 - 2019年12月29日）
  - 宮﨑薫『To Be Free』（2020年1月5日 - 2021年9月26日）

## コーナー
- 薫のマイ・リスペクトソング
- 今週のコトノハ
  - 当初は不定期だったが、のちには隔週で弾き語りを披露していた。
- 一音一会